# Ајронтон (Минесота)
Ајронтон (енгл. Ironton) град је у америчкој савезној држави Минесота.

## Демографија
По попису из 2010. године број становника је 572, што је 74 (14,9%) становника више него 2000. године.
| Група             | 2000.       | 2010.       |
| Белци             | 495 (99,4%) | 547 (95,6%) |
| Афроамериканци    | 0 (0,0%)    | 0 (0,0%)    |
| Азијати           | 0 (0,0%)    | 2 (0,3%)    |
| Хиспаноамериканци | 0 (0,0%)    | 7 (1,2%)    |
| Укупно            | 498         | 572         |